# Rachael Yamagata

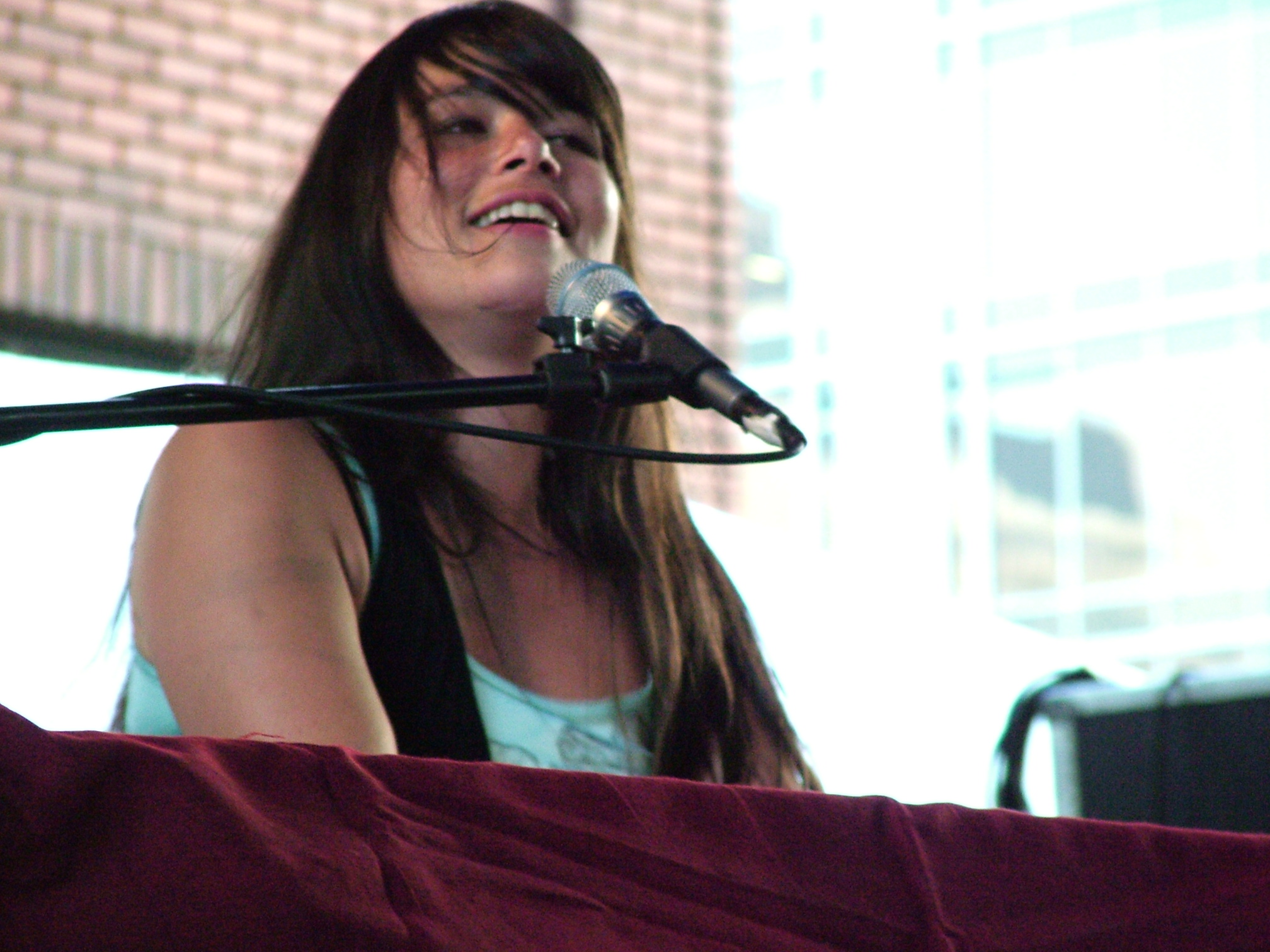
Rachael Yamagata 2005

Rachael Yamagata (* 23. September 1977 in Arlington, Virginia) ist eine amerikanische Sängerin, Songwriterin und Pianistin.

## Biografie

### Leben
Rachael Yamagata kam am 23. September 1977 in Arlington, Virginia zusammen mit ihrem Zwillingsbruder Benjamin auf die Welt. Ihre Eltern Barbara und Ben ließen sich bereits zwei Jahre nach ihrer Geburt scheiden.
Ihre Mutter wurde in China geboren, ist italienisch-deutscher Abstammung und ist Künstlerin und Malerin, ihr Vater ist ein japanischstämmiger Amerikaner in der dritten Generation und Anwalt mit Abschluss in Harvard. Ihre Mutter zog nach der Scheidung nach New York und ihr Vater nach Washington, D.C., so dass Yamagata ständig zwischen den Wohnorten ihrer Eltern hin und her pendelte. Yamagata machte ihren Abschluss an der Holton-Arms School für Mädchen in Bethesda, Maryland und besuchte anschließend die Elitehochschule Vassar College nahe New York, sowie die Privatuniversität Northwestern in Chicago.

### Musik
Yamagata stand zum ersten Mal für die aus Chicago stammende Funk-Band Bumpus auf der Bühne, für die sie später auch die beiden Alben Bumpus und Stereoscope schrieb und aufnahm. 2001 trennte sie sich sowohl von der Band Bumpus als auch von ihrem Freund, der ebenfalls Mitglied in der Band war. Die musikalische Richtung, die Yamagata einschlagen wollte, passte nicht mehr zu dem Stil von Bumpus, also entschied sie sich für eine Solokarriere. Ihren ersten Soloauftritt hatte sie 2001 im Viper Room in Los Angeles. Sie erhielt ihren ersten Plattenvertrag bei Arista Records 2002, wo sie eine EP mit fünf Liedern veröffentlichte.
Ihr von John Alagia produziertes Debütalbum Happenstance wurde schließlich 2004 veröffentlicht. Mehrere Mitglieder der Band The Klezmatics wirkten an dem Lied I Want You mit. Ihre Songs wurden auch in zahlreichen Fernsehserien verwendet, z. B. in O.C., California, Nip/Tuck, Brothers & Sisters oder Emergency Room, aber auch in Kinofilmen wie Der letzte Kuss, Elizabethtown, In den Schuhen meiner Schwester oder Eine für 4.
Yamagata arbeitete unter anderem mit Jason Mraz an dessen Song Did You Get My Message? aus dem Album Mr. A-Z, das 2005 erschien, und sang zusammen mit Rhett Miller das Lied Fireflies auf dessen Soloalbum The Believer. Außerdem war sie an den Songs Let It Ride, Cold Roses und Friends auf dem Ryan-Adams-Album Cold Roses beteiligt.
2015 erschien der Titel "Saturday Morning" auf der Compilation "I. C. Independent Celebration, Vol. 1" des Hamburger Labels "Birdstone Records".

## Diskographie

### Studioalbum
- Happenstance (8. Juni 2004)
- Elephants...Teeth Sinking Into Heart (6. Oktober 2008)
- Chesapeake (11. Oktober 2011)
- Acoustic Happenstance (14. Juni 2016)
- Tightrope Walker (23. September 2016)

### EP
- Rachael Yamagata EP (7. Oktober 2003)
- Live at the Loft & More (26. Januar 2005)
- Loose Ends EP (22. Mai 2008)
- Heavyweight EP (20. November 2012)

### Singles
- Worn Me Down
- Letter Read
- 1963
- River
- Aha!

### Live/Compilations
- Live at the Loft (Promo-EP) (2004)
- Japan 2005 Tour Sampler
- Live at the Bonnaroo Music Festival (2004)
- Sony Connect Sets (2005)
- KCRW Sessions: Rachael Yamagata (2005) exklusiv auf iTunes
- Napster session: Rachael Yamagata (2005)
- I. C. Independent Celebration, Vol. 1 (2015, Birdstone Records) (song: "Saturday Morning")